# Emma Mackey
Emma Mackey, all'anagrafe Emma Margaret Marie Tachard-Mackey (in francese: [ɛˈma maˈkɛ]; in inglese: [ˈɛmə ˈmæki]; Le Mans, 4 gennaio 1996), è un'attrice ed ex modella francese con cittadinanza britannica.
È principalmente nota per il ruolo di Maeve Wiley nella serie televisiva Sex Education, con il quale ha ricevuto una candidatura al BAFTA TV Award. Nel 2023 si è aggiudicata il Premio BAFTA come miglior stella emergente.

## Biografia
Emma Tachard-Mackey è nata il 4 gennaio 1996 a Le Mans, in Francia, da padre francese e madre britannica. È poi cresciuta a Sablé-sur-Sarthe e nel 2013 ha conseguito il diploma internazionale di maturità presso l'Accademia di Nantes. All'età di 18 anni si sposta nel Regno Unito per frequentare l'Università di Leeds, dove ha studiato teatro, esibendosi in produzioni presso il Workshop Theatre e dirigendo spettacoli da piccolo palco per il gruppo teatrale dell'università.
Nel 2016 Mackey ha interpretato Michelle nel film horror Badger Lane. In seguito, entrata a fare parte dell'agenzia di moda IMG Models, ha fatto da modella per la linea estiva dell'abbigliamento inglese AIDA Shoreditch 2017. Nel 2018 ha recitato in Summit Fever, un film drammatico su due giovani alpinisti inglesi che tentano di scalare il Cervino, l'Eiger e il Monte Bianco.
Dal 2019 al 2023 l'attrice affianca Asa Butterfield e Gillian Anderson nella serie originale di Netflix Sex Education, per la quale la Mackey ottiene una candidatura ai British Academy Television Awards 2021 per la migliore interpretazione comica femminile. Nel 2021, Mackey recita nel film drammatico indipendente Eiffel, che è stato presentato in anteprima all'Alliance Française French Film Festival, ottenendo numerose uscite cinematografiche internazionali. Il film ha incassato oltre 13 milioni di dollari in tutto il mondo. Nel 2022 ha interpretato Jacqueline de Bellefort nel film Assassinio sul Nilo di Kenneth Branagh e la scrittrice Emily Brontë nel film Emily di Frances O'Connor. Nel 2023, Mackey recita nella commedia fantasy Barbie. Nello stesso anno si aggiudica il BAFTA alla miglior stella emergente.

## Filmografia

### Cinema
- Winter Lake - Il segreto del lago (The Winter Lake), regia di Phil Sheerin (2020)
- Eiffel, regia di Martin Bourboulon (2021)
- Assassinio sul Nilo (Death on the Nile), regia di Kenneth Branagh (2022)
- Emily, regia di Frances O'Connor (2022)
- Barbie, regia di Greta Gerwig (2023)
- Alpha, regia di Julia Ducournau (2025)
- Hot Milk, regia di Rebecca Lenkiewicz (2025)

### Televisione
- Sex Education – serie TV, 32 episodi (2019-2023)

### Cortometraggi
- Badger Lane, regia di Shay Collins (2016)
- Tic, regia di Josef Bates (2020)

## Riconoscimenti
- British Academy Film Awards
  - 2023 – Miglior stella emergente
- British Academy Television Awards
  - 2021 – Candidatura come miglior attrice in una serie commedia per Sex Education[4]
- Dinard British Film Festival
  - 2022 – Premio alla miglior performance per Emily[9]
- British Independent Film Awards
  - 2022 – Candidatura alla miglior performance per Emily[10]
  - 2022 – Candidatura alla miglior performance di un cast per Emily
- Pena de Prada
  - 2021 – Candidatura al miglior cast in una serie commedia per Sex Education

## Doppiatrici italiane
Nelle versioni in italiano delle opere in cui ha recitato, Emma Mackey è stata doppiata da:
- Joy Saltarelli in Sex Education, Assassinio sul Nilo, Barbie
- Domitilla D'Amico in Eiffel
- Valentina Favazza in Emily
- Germana Longo in Winter Lake - Il segreto del lago